# Thebain
Thebain (Paramorphin) ist ein organisch-chemischer Naturstoff und zählt zur Gruppe der Opiate.

## Vorkommen

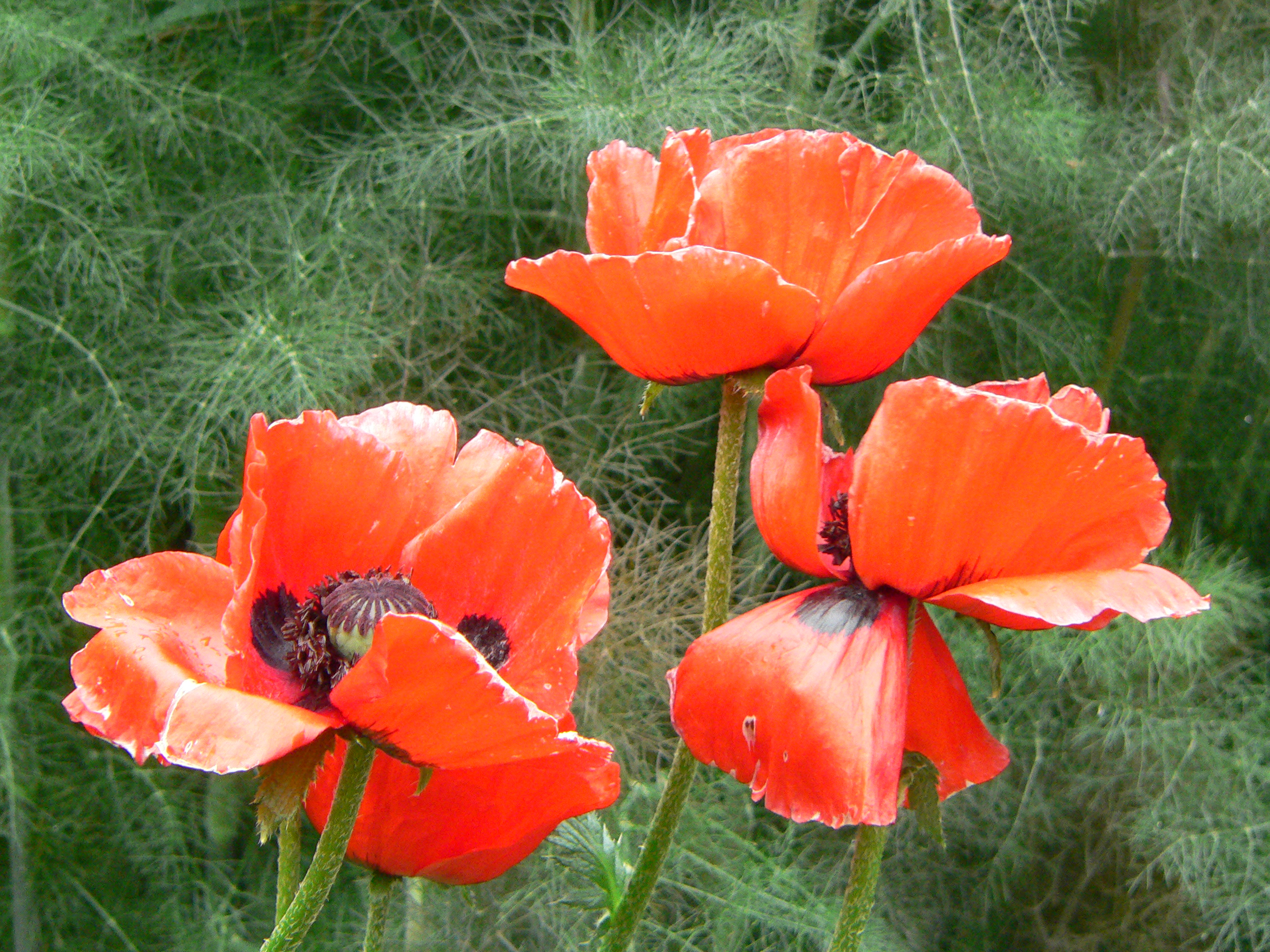
Mohn, Papaver bracteatum, dessen Milchsaft Thebain enthält.

Thebain ist besonders im Milchsaft von Arznei-Mohn (Papaver bracteatum) in Anteilen bis zu 26 % enthalten. Der Gehalt im Opium beträgt bis zu 0,2–0,5 %. Thebain wird als Ausgangsstoff zur Herstellung bestimmter Opioide und Opioid-Antagonisten genutzt. Es findet selbst keine therapeutische Anwendung.
Beim Schlafmohn wird der Milchsaft in der Kapsel sowie im Stängel und den Blättern gebildet. In den reifen Samen ist er hingegen nicht enthalten. Sorten wie der Schlafmohn, die auch als Lebensmittel verwendet werden, können bei der maschinellen Ernte allerdings mit dem Milchsaft in Kontakt kommen und dadurch mit Thebain verunreinigt werden. Auf diese Weise kann Thebain unbeabsichtigterweise mit der Nahrung aufgenommen werden.
Das Bundesinstitut für Risikobewertung wies 2018 auf aktuell noch unzureichende toxikologische Erkenntnisse und lückenhafte Informationen zur Verzehrsmenge von Mohn in Deutschland hin. Das Institut riet, dass bei der Lebensmittelherstellung darauf geachtet werden solle, die Gehalte von Opiumalkaloiden, darunter auch Thebain, so weit wie technisch möglich zu verringern.

## Geschichte
Thebain wurde 1833 von Pierre Joseph Pelletier entdeckt, die Strukturaufklärung erfolgte durch Clemens Schöpf. Die Bezeichnung leitet sich vom altägyptischen Namen der heutigen Stadt Luxor, Theben ab, die im 18./19. Jahrhundert ein Zentrum des Opiumhandels war und woher bereits im Mittelalter das opium Thebaicum, eine aus Opium hergestellte pulverige Masse, bezogen wurde.

## Wirkung
Thebain wirkt stärker stimulierend, jedoch schwächer analgetisch als Morphin, hemmt die Cholinesterase und verursacht in hohen Konzentrationen Strychnin-artige Krämpfe (Krampfgift).
Thebain fällt unter das Betäubungsmittelgesetz.

## Verwendung
Aus Thebain wird mittels Diels-Alder-Reaktion Buprenorphin hergestellt. Auch Oxycodon, Naloxon, Nalbuphin, Oxymorphon und Etorphin lassen sich aus Thebain synthetisieren.